# Larguerillo
Un larguerillo, en la construcción de aeronaves,  es una fina barra de madera, metal o fibra de carbono a la cual se adhiere el revestimiento de los aviones.  En el fuselaje, los larguerillos están soportados por las cuadernas y corren en la dirección longitudinal de la aeronave. En el ala y el empenaje, los larguerillos corren paralelos a la envergadura y están sujetos a las costillas.
A veces el término “larguerillo” es usado en conjunción con “varillas”. Sin embargo, históricamente hay una pequeña diferencia entre ambos términos. Si los elementos longitudinales son pocos en número, aproximadamente de 4 a 8, entonces son llamados larguerillos. El sistema de larguerillos requiere que las secciones del fuselaje estén a un menor espacio unas de otras (de 15 a 20 cm). Si los elementos longitudinales son numerosos, entre 50 y 100, entonces son llamados varillas. En el sistema de varillas los elementos longitudinales son más pequeños y las secciones están más espaciadas. Generalmente los larguerillos tienen una sección en cruz mayor cuando se comparan con las varillas. En los grandes aviones modernos, el sistema de varillas es más común, debido a que es más ligero y a pesar de  ser más complejo de construir y de analizar. Algunos aviones, sin embargo, usan una combinación de varillas y largerillos.
Los largerillos pueden soportar cargas mayores que las varillas y ayudan a trasferir las cargas del revestimiento a la estructura. Como se dijo antes, los larguerillos siempre están fijados a las cuadernas o las costillas, pero las varillas siempre están unidas solo al revestimiento y sin embargo soportan las cargas y momentos de flexión a través de los esfuerzos axiales. Por eso es muy común el encontrarse con una mezcla de larguerillos y de varillas en la estructura de las aeronaves.